# 贝塞莱西托
贝塞莱西托（法語：Bessey-lès-Cîteaux，法語發音：[bɛsɛ lɛ sito]），或称贝塞莱熙笃，是法国科多尔省的一个市镇，属于第戎区。

## 地理
贝塞莱西托（47°9'19"N, 5°9'32"E）面积10.3 平方千米，位于法国勃艮第-弗朗什-孔泰大區科多尔省，该省份为法国中东部省份，北起奥布省，西接涅夫勒省和约讷省，南至索恩-卢瓦尔省，东南接汝拉省，东临上索恩省，东北部与上马恩省接壤。
与贝塞莱西托接壤的市镇（或旧市镇、城区）包括：艾斯雷、欧比尼昂普莱讷、圣尼古拉莱西托、布拉泽昂普莱讷、伊泽尔。

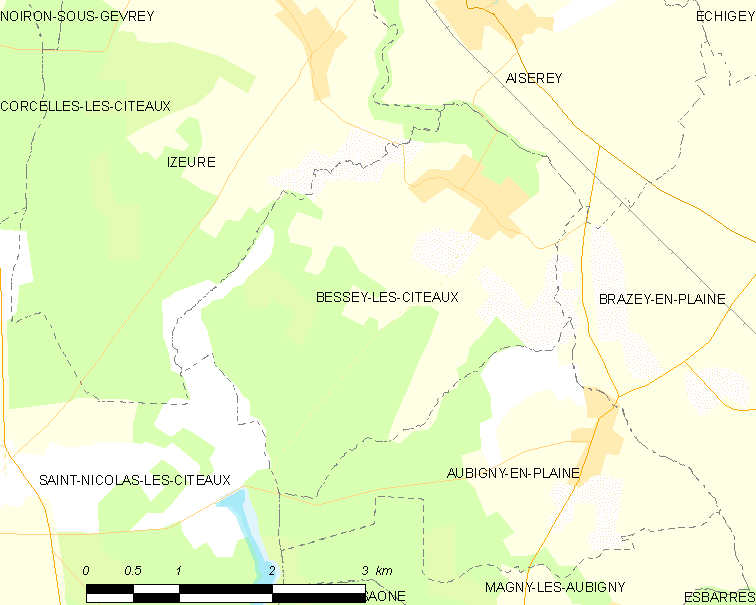
贝塞莱西托的OSM定位图

贝塞莱西托的时区为UTC+01:00、UTC+02:00（夏令时）。

## 行政
贝塞莱西托的邮政编码为21110，INSEE市镇编码为21067。

## 政治
贝塞莱西托所属的省级选区为让利斯县。

## 人口

1962-2008年间贝塞莱西托人口变化图示

贝塞莱西托于2022年1月1日时的人口数量为685人。